# Mattias Alkbergs begravning
Mattias Alkbergs Begravning är ett album med det svenska bandet Mattias Alkbergs Begravning, utgivet på Teg Publishing (TEG023) 2013. Skivan är bandets debutalbum.

## Låtlista
1. "Kungen Bestämmer"
2. "Skända Flaggan"
3. "Raggare"
4. "Med Satan"
5. "Police Story"
6. "Serotonin"
7. "Vilken Pärla"
8. "Solljus / Gravljus"
9. "Aldrig Mera Skog"